# Calycomyza novascotiensis
Calycomyza novascotiensis är en tvåvingeart som beskrevs av Spencer 1969. Calycomyza novascotiensis ingår i släktet Calycomyza och familjen minerarflugor.
Artens utbredningsområde är Nova Scotia. Inga underarter finns listade i Catalogue of Life.